# مطبخ باكستاني

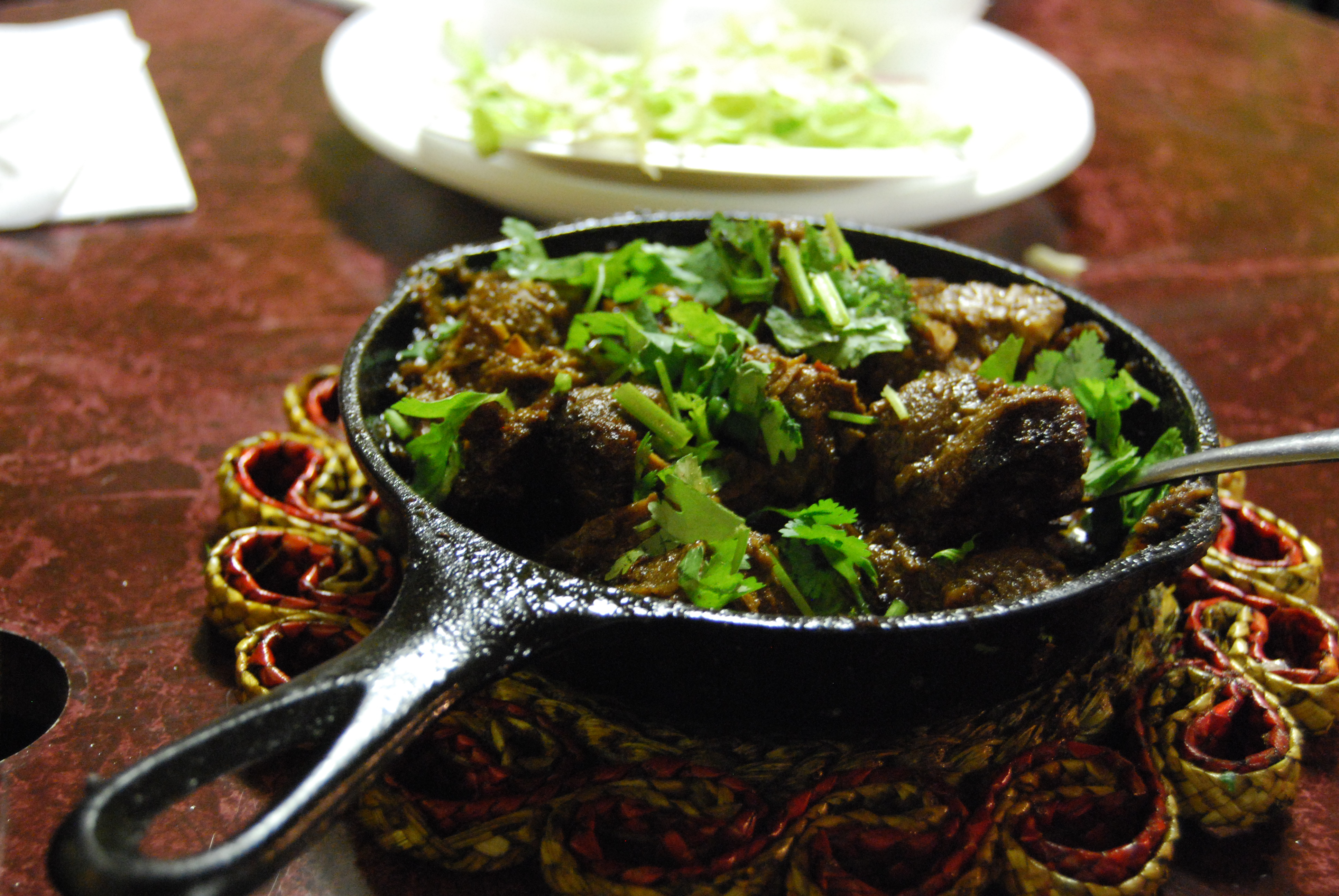
طبق كراهي اللحم

المطبخ الباكستاني (بالأردية: پاکستانی پکوان) هو مطبخ عريق وراق من مزيج من المأكولات المختلفة المعروفة باكستان. ومن المعروف عن المطبخ الباكستاني ثرائه ونكهته الغنية.
تختلف الاطباق داخل باكستان اختلافا كبيرا من منطقة إلى أخرى، والتي تعكس التنوع العرقي والثقافي للبلاد. فالمطبخ في باكستان الشرقية، ولا سيما السند البنجاب، يشبه إلى حد كبير مطبخ شمال الهند، ويمكن تميز نكهة توابل جنوب آسيا. اما الغذاء في غرب باكستان ولا سيما في كشمير وخيبر، وبلوشستان، وجيلجيت بالتستان وآزاد فينطوي على استخدام التوابل العطرية الخفيفة وكميات أقل من الزيت وله صلات بالمطبخ الأفغاني.
وتنتشر المأكولات الدولية والوجبات السريعة في المدن. كما يشيع خلط الوصفات المحلية بالأجنبية مثل الطعام الصيني الباكستاني وهو أمر شائع في المراكز الحضرية الكبيرة. ونتيجة لتغيير نمط الحياة، فإن المسالا الجاهزة تزداد شعبية. ونظرا لتنوع شعب باكستان فالمأكولات فيه عموما تختلف من منزل إلى منزل، وربما تكون مختلفة تماما عن المطبخ الباكستانية التقليدي.